# Macgregorella indica
Macgregorella indica är en bladmossart som beskrevs av William Russell Buck 1980. Macgregorella indica ingår i släktet Macgregorella och familjen Fabroniaceae. Inga underarter finns listade i Catalogue of Life.